# داگ مینتکویچ
داگ مینتکویچ (انگلیسی: Doug Mientkiewicz؛ زادهٔ ۱۹ ژوئن ۱۹۷۴) بازیکن بیس‌بال اهل ایالات متحده آمریکا بود.
از باشگاه‌هایی که در آن بازی کرده‌است می‌توان به نیویورک یانکیز اشاره کرد.